# Sylvanus Hanley
Sylvanus Charles Thorp Hanley (* 7. Januar 1819 in der Holywell Street in Oxford; † 5. April 1899 in Penzance) war ein britischer Malakologe.

## Leben und Wirken
Hanley hatte reich geerbt und widmete sich dem Sammeln von Mollusken, speziell Muscheln. Der Großteil seiner Sammlung kam an das Leeds City Museum, ein Teil ist im Natural History Museum.
Von ihm stammen viele Veröffentlichungen, wobei er auch Fotos einsetzte. Er benutzte das Pseudonym Charles Thorpe.
Von ihm stammen Erstbeschreibungen von mindestens 219 Arten, unter anderem die Erstbeschreibung der Braunen Mangrovenmuschel (Glauconome rugosa).

## Mitgliedschaften
1843 wurde  Hanley von Lovell Augustus Reeve als Mitglied Nummer 282 der Société Cuvierienne vorgestellt.

## Schriften
- The conchologist's book of species : containing descriptions of six hundred species of univalves, London 1842, Archive
- An illustrated, enlarged, and English edition of Lamarck's Species of shells comprising the whole of the recent additions in Deshayes' last French edition, with numerous species not noticed by that naturalist, accompanied by accurate delineations of almost all the shells described, and forming the third edition of the Index testaceologicus, London 1843, Archive
- mit Edward Forbes: A history of British Mollusca and their shells, 4 Bände, London: van Voorst, 1853, Archive, Band 1, Band 2, Band 3, Band 4
- Ipsa Linnaei conchylia: The shells of Linnaeus, determined from his manuscripts and collections ; also, an exact reprint of the Vermes testacea of the 'Systema naturae' and 'Mantissa', London: Williams and Norgate 1855
- mit William Wood:  Index Testaceologicus: An Illustrated Catalogue of British and Foreign Shells 1856
- mit William Theobald: Conchologia Indica: Illustrations of the Land and Freshwater Shells of British India, Malacological Society of London,  1870 bis 1876, Archive